# Liste des députés européens de la 8e législature

Cette liste recense les 751 députés au Parlement européen pour la législature 2014-2019.

## Composition du Parlement européen par groupe politique
En début de législature, sept groupes politiques existent. Le huitième groupe, le groupe Europe des nations et des libertés, est créé le 16 juin 2015.
La liste qui suit est à jour des modifications apportées à la composition du Parlement européen à la date du 20 avril 2019.
| Groupe politique                   | Groupe politique                   | Groupe politique                                      | Tendance majoritaire                         | Députés   | Députés   |
| Groupe politique                   | Groupe politique                   | Groupe politique                                      | Tendance majoritaire                         | 2014-2015 | 2015-2019 |
| ---------------------------------- | ---------------------------------- | ----------------------------------------------------- | -------------------------------------------- | --------- | --------- |
|                                    | PPE                                | Parti populaire européen                              | Libéral-conservatisme, démocratie chrétienne | 221       | 218       |
|                                    | S&D                                | Alliance progressiste des socialistes et démocrates   | Social-démocratie, socialisme                | 191       | 190       |
|                                    | CRE                                | Conservateurs et réformistes européens                | Conservatisme, euroscepticisme               | 70        | 73        |
|                                    | ADLE                               | Alliance des démocrates et des libéraux pour l'Europe | Libéralisme, fédéralisme                     | 67        | 70        |
|                                    | GUE/NGL                            | Gauche unitaire européenne/Gauche verte nordique      | Écosocialisme, communisme                    | 52        | 52        |
|                                    | V/ALE                              | Les Verts/Alliance libre européenne                   | Écologisme, régionalisme                     | 50        | 50        |
|                                    | ELDD                               | Europe de la liberté et de la démocratie directe      | Nationalisme, euroscepticisme                | 48        | 45        |
|                                    | ENL                                | Europe des nations et des libertés                    | Nationalisme, euroscepticisme                | /         | 37        |
|                                    |                                    |                                                       |                                              |           |           |
| Total de députés membre de groupes | Total de députés membre de groupes | Total de députés membre de groupes                    | Total de députés membre de groupes           | 699       | 735       |
|                                    | Députés non-inscrits               | Députés non-inscrits                                  | Députés non-inscrits                         | 41        | 16        |
|                                    |                                    |                                                       |                                              |           |           |
| Total des sièges pourvus           | Total des sièges pourvus           | Total des sièges pourvus                              | Total des sièges pourvus                     | 751       | 750       |

## Liste des députés européens

### Groupe du Parti populaire européen
Le groupe du Parti populaire européen (abrégé en PPE) réunit les députés du Parti populaire européen démocrates-chrétiens et conservateurs.
| Nom                                                                                     | Parti | Affiliation européenne | Pays        |
| --------------------------------------------------------------------------------------- | --- | ---------------------- | ----------- |
| Rainer Wieland                                                                          | Union chrétienne-démocrate d'Allemagne                                                                                 | PPE                    | Allemagne   |
| Daniel Caspary                                                                          | Union chrétienne-démocrate d'Allemagne                                                                                 | PPE                    | Allemagne   |
| Andreas Schwab                                                                          | Union chrétienne-démocrate d'Allemagne                                                                                 | PPE                    | Allemagne   |
| Norbert Lins                                                                            | Union chrétienne-démocrate d'Allemagne                                                                                 | PPE                    | Allemagne   |
| Ingeborg Gräßle                                                                         | Union chrétienne-démocrate d'Allemagne                                                                                 | PPE                    | Allemagne   |
| Markus Ferber                                                                           | Union chrétienne-sociale en Bavière                                                                                    | PPE                    | Allemagne   |
| Angelika Niebler                                                                        | Union chrétienne-sociale en Bavière                                                                                    | PPE                    | Allemagne   |
| Manfred Weber                                                                           | Union chrétienne-sociale en Bavière                                                                                    | PPE                    | Allemagne   |
| Monika Hohlmeier                                                                        | Union chrétienne-sociale en Bavière                                                                                    | PPE                    | Allemagne   |
| Albert Deß                                                                              | Union chrétienne-sociale en Bavière                                                                                    | PPE                    | Allemagne   |
| Christian Ehler                                                                         | Union chrétienne-démocrate d'Allemagne                                                                                 | PPE                    | Allemagne   |
| Joachim Zeller                                                                          | Union chrétienne-démocrate d'Allemagne                                                                                 | PPE                    | Allemagne   |
| Thomas Mann                                                                             | Union chrétienne-démocrate d'Allemagne                                                                                 | PPE                    | Allemagne   |
| Michael Gahler                                                                          | Union chrétienne-démocrate d'Allemagne                                                                                 | PPE                    | Allemagne   |
| Werner Kuhn                                                                             | Union chrétienne-démocrate d'Allemagne                                                                                 | PPE                    | Allemagne   |
| David McAllister                                                                        | Union chrétienne-démocrate d'Allemagne                                                                                 | PPE                    | Allemagne   |
| Burkhard Balz, jusqu'au 20 septembre 2018 Stefan Gehrold, à partir du 20 septembre 2018 | Union chrétienne-démocrate d'Allemagne                                                                                 | PPE                    | Allemagne   |
| Godelieve Quisthoudt-Rowohl                                                             | Union chrétienne-démocrate d'Allemagne                                                                                 | PPE                    | Allemagne   |
| Jens Gieseke                                                                            | Union chrétienne-démocrate d'Allemagne                                                                                 | PPE                    | Allemagne   |
| Dennis Radtke (Remplace Herbert Reul le 24 juillet 2017)                                | Union chrétienne-démocrate d'Allemagne                                                                                 | PPE                    | Allemagne   |
| Elmar Brok                                                                              | Union chrétienne-démocrate d'Allemagne                                                                                 | PPE                    | Allemagne   |
| Renate Sommer                                                                           | Union chrétienne-démocrate d'Allemagne                                                                                 | PPE                    | Allemagne   |
| Peter Liese                                                                             | Union chrétienne-démocrate d'Allemagne                                                                                 | PPE                    | Allemagne   |
| Sabine Verheyen                                                                         | Union chrétienne-démocrate d'Allemagne                                                                                 | PPE                    | Allemagne   |
| Markus Pieper                                                                           | Union chrétienne-démocrate d'Allemagne                                                                                 | PPE                    | Allemagne   |
| Axel Voss                                                                               | Union chrétienne-démocrate d'Allemagne                                                                                 | PPE                    | Allemagne   |
| Karl-Heinz Florenz                                                                      | Union chrétienne-démocrate d'Allemagne                                                                                 | PPE                    | Allemagne   |
| Werner Langen                                                                           | Union chrétienne-démocrate d'Allemagne                                                                                 | PPE                    | Allemagne   |
| Birgit Collin-Langen                                                                    | Union chrétienne-démocrate d'Allemagne                                                                                 | PPE                    | Allemagne   |
| Hermann Winkler                                                                         | Union chrétienne-démocrate d'Allemagne                                                                                 | PPE                    | Allemagne   |
| Peter Jahr                                                                              | Union chrétienne-démocrate d'Allemagne                                                                                 | PPE                    | Allemagne   |
| Sven Schulze                                                                            | Union chrétienne-démocrate d'Allemagne                                                                                 | PPE                    | Allemagne   |
| Reimer Böge                                                                             | Union chrétienne-démocrate d'Allemagne                                                                                 | PPE                    | Allemagne   |
| Dieter-Lebrecht Koch                                                                    | Union chrétienne-démocrate d'Allemagne                                                                                 | PPE                    | Allemagne   |
| Othmar Karas                                                                            | Parti populaire autrichien                                                                                             | PPE                    | Autriche    |
| Lukas Mandl (Remplace Elisabeth Köstinger le 30 novembre 2017)                          | Parti populaire autrichien                                                                                             | PPE                    | Autriche    |
| Paul Rübig                                                                              | Parti populaire autrichien                                                                                             | PPE                    | Autriche    |
| Claudia Schmidt                                                                         | Parti populaire autrichien                                                                                             | PPE                    | Autriche    |
| Heinz Becker                                                                            | Parti populaire autrichien                                                                                             | PPE                    | Autriche    |
| Ivo Belet                                                                               | Christen-Democratisch en Vlaams                                                                                        | PPE                    | Belgique    |
| Tom Vandenkendelaere (Remplace Marianne Thyssen le 6 novembre 2014)                     | Christen-Democratisch en Vlaams                                                                                        | PPE                    | Belgique    |
| Pascal Arimont                                                                          | Christlich Soziale Partei                                                                                              | PPE                    | Belgique    |
| Claude Rolin                                                                            | Centre démocrate humaniste                                                                                             | PPE                    | Belgique    |
| Andrey Novakov (Remplace Tomislav Donchev le 24 novembre 2014)                          | Citoyens pour le développement européen de la Bulgarie                                                                 | PPE                    | Bulgarie    |
| Andrey Kovatchev                                                                        | Citoyens pour le développement européen de la Bulgarie                                                                 | PPE                    | Bulgarie    |
| Asim Ademov (Remplace Mariya Gabriel le 14 septembre 2017)                              | Citoyens pour le développement européen de la Bulgarie                                                                 | PPE                    | Bulgarie    |
| Vladimir Urutchev                                                                       | Citoyens pour le développement européen de la Bulgarie                                                                 | PPE                    | Bulgarie    |
| Eva Maydell                                                                             | Citoyens pour le développement européen de la Bulgarie                                                                 | PPE                    | Bulgarie    |
| Emil Radev                                                                              | Citoyens pour le développement européen de la Bulgarie                                                                 | PPE                    | Bulgarie    |
| Svetoslav Malinov                                                                       | Démocrates pour une Bulgarie forte                                                                                     |                        | Bulgarie    |
| Leftéris Christofórou (Remplace Chrístos Stylianídis le 3 novembre 2014)                | Rassemblement démocrate                                                                                                | PPE                    | Chypre      |
| Ivana Maletić                                                                           | Union démocratique croate                                                                                              | PPE                    | Croatie     |
| Marijana Petir                                                                          | Parti paysan (jusqu'en juin 2017) Indépendante                                                                         | PPE                    | Croatie     |
| Ivica Tolić (Remplace Andrej Plenković le 24 octobre 2016)                              | Union démocratique croate                                                                                              | PPE                    | Croatie     |
| Željana Zovko (Remplace Davor Ivo Stier le 24 octobre 2016)                             | Union démocratique croate                                                                                              | PPE                    | Croatie     |
| Dubravka Šuica                                                                          | Union démocratique croate                                                                                              | PPE                    | Croatie     |
| Bendt Bendtsen                                                                          | Parti populaire conservateur                                                                                           | PPE                    | Danemark    |
| Carlos Iturgaiz (Remplace Miguel Arias Cañete le 6 novembre 2014)                       | Parti populaire | PPE                    | Espagne     |
| Esteban González Pons                                                                   | Parti populaire | PPE                    | Espagne     |
| Teresa Jiménez-Becerril Barrio                                                          | Parti populaire | PPE                    | Espagne     |
| Luis de Grandes                                                                         | Parti populaire | PPE                    | Espagne     |
| Pilar del Castillo                                                                      | Parti populaire | PPE                    | Espagne     |
| Ramón Luis Valcárcel                                                                    | Parti populaire | PPE                    | Espagne     |
| Rosa Estaràs                                                                            | Parti populaire | PPE                    | Espagne     |
| Francisco José Millán Mon                                                               | Parti populaire | PPE                    | Espagne     |
| José Ignacio Salafranca Sánchez-Neyra (Remplace Pablo Zalba Bidegain le 3 janvier 2017) | Parti populaire | PPE                    | Espagne     |
| Verónica Lope Fontagne                                                                  | Parti populaire | PPE                    | Espagne     |
| Santiago Fisas                                                                          | Parti populaire | PPE                    | Espagne     |
| Gabriel Mato                                                                            | Parti populaire | PPE                    | Espagne     |
| Antonio López-Istúriz White                                                             | Parti populaire | PPE                    | Espagne     |
| Pilar Ayuso González                                                                    | Parti populaire | PPE                    | Espagne     |
| Esther Herranz García                                                                   | Parti populaire | PPE                    | Espagne     |
| Agustín Díaz de Mera García-Consuegra                                                   | Parti populaire | PPE                    | Espagne     |
| Francesc Gambús                                                                         | Indépendant | PPE                    | Espagne     |
| Tunne Kelam                                                                             | Isamaa | PPE                    | Estonie     |
| Sirpa Pietikäinen                                                                       | Parti de la coalition nationale                                                                                        | PPE                    | Finlande    |
| Petri Sarvamaa (Remplace Alexander Stubb, qui renonce à siéger)                         | Parti de la coalition nationale                                                                                        | PPE                    | Finlande    |
| Henna Virkkunen                                                                         | Parti de la coalition nationale                                                                                        | PPE                    | Finlande    |
| Brice Hortefeux                                                                         | Les Républicains | PPE                    | France      |
| Anne Sander                                                                             | Les Républicains | PPE                    | France      |
| Angélique Delahaye                                                                      | Les Républicains | PPE                    | France      |
| Arnaud Danjean                                                                          | Les Républicains | PPE                    | France      |
| Alain Cadec                                                                             | Les Républicains | PPE                    | France      |
| Élisabeth Morin-Chartier                                                                | Les Républicains (jusqu'en février 2018) Indépendante                                                                  | PPE                    | France      |
| Marc Joulaud                                                                            | Les Républicains | PPE                    | France      |
| Nadine Morano                                                                           | Les Républicains | PPE                    | France      |
| Maurice Ponga                                                                           | Les Républicains | PPE                    | France      |
| Jérôme Lavrilleux                                                                       | Union pour un mouvement populaire (jusqu'en octobre 2014) Indépendant                                                  | PPE                    | France      |
| Tokia Saïfi                                                                             | Les Républicains (jusqu'en décembre 2017) Agir                                                                         | PPE                    | France      |
| Franck Proust                                                                           | Les Républicains | PPE                    | France      |
| Michèle Alliot-Marie                                                                    | Les Républicains | PPE                    | France      |
| Alain Lamassoure                                                                        | Les Républicains (jusqu'en octobre 2017) Indépendant                                                                   | PPE                    | France      |
| Geoffroy Didier (Remplace Constance Le Grip le 1er décembre 2017)                       | Les Républicains | PPE                    | France      |
| Philippe Juvin                                                                          | Les Républicains | PPE                    | France      |
| Rachida Dati                                                                            | Les Républicains | PPE                    | France      |
| Françoise Grossetête                                                                    | Les Républicains | PPE                    | France      |
| Michel Dantin                                                                           | Les Républicains | PPE                    | France      |
| Renaud Muselier                                                                         | Les Républicains | PPE                    | France      |
| María Spyráki                                                                           | Nouvelle Démocratie | PPE                    | Grèce       |
| Manólis Kefaloyiánnis                                                                   | Nouvelle Démocratie | PPE                    | Grèce       |
| Eliza Vozemberg                                                                         | Nouvelle Démocratie | PPE                    | Grèce       |
| Yórgos Kýrtsos                                                                          | Nouvelle Démocratie | PPE                    | Grèce       |
| Theódoros Zagorákis                                                                     | Nouvelle Démocratie | PPE                    | Grèce       |
| Lívia Járóka (Remplace Ildikó Gáll-Pelcz le 15 septembre 2017)                          | Fidesz-Union civique hongroise                                                                                         | PPE                    | Hongrie     |
| József Szájer                                                                           | Fidesz-Union civique hongroise                                                                                         | PPE                    | Hongrie     |
| László Tőkés                                                                            | Fidesz-Union civique hongroise                                                                                         | PPE                    | Hongrie     |
| Tamás Deutsch                                                                           | Fidesz-Union civique hongroise                                                                                         | PPE                    | Hongrie     |
| András Gyürk                                                                            | Fidesz-Union civique hongroise                                                                                         | PPE                    | Hongrie     |
| Kinga Gál                                                                               | Fidesz-Union civique hongroise                                                                                         | PPE                    | Hongrie     |
| György Schöpflin                                                                        | Fidesz-Union civique hongroise                                                                                         | PPE                    | Hongrie     |
| Norbert Erdős                                                                           | Fidesz-Union civique hongroise                                                                                         | PPE                    | Hongrie     |
| Andrea Bocskor                                                                          | Fidesz-Union civique hongroise                                                                                         | PPE                    | Hongrie     |
| Andor Deli                                                                              | Fidesz-Union civique hongroise                                                                                         | PPE                    | Hongrie     |
| Ádám Kósa                                                                               | Fidesz-Union civique hongroise                                                                                         | PPE                    | Hongrie     |
| György Hölvényi                                                                         | Parti populaire démocrate-chrétien                                                                                     | PPE                    | Hongrie     |
| Deirdre Clune                                                                           | Fine Gael | PPE                    | Irlande     |
| Seán Kelly                                                                              | Fine Gael | PPE                    | Irlande     |
| Mairead McGuinness                                                                      | Fine Gael | PPE                    | Irlande     |
| Brian Hayes                                                                             | Fine Gael | PPE                    | Irlande     |
| Lorenzo Cesa                                                                            | Union de centre | PPE                    | Italie      |
| Salvatore Cicu                                                                          | Forza Italia | PPE                    | Italie      |
| Alberto Cirio                                                                           | Forza Italia | PPE                    | Italie      |
| Lara Comi                                                                               | Forza Italia | PPE                    | Italie      |
| Herbert Dorfmann                                                                        | Parti populaire sud-tyrolien                                                                                           | PPE (obs)              | Italie      |
| Giovanni La Via                                                                         | Nouveau Centre droit (jusqu'en mars 2017) Alternative populaire (de mars 2017 à février 2018) Forza Italia             | PPE                    | Italie      |
| Fulvio Martusciello                                                                     | Forza Italia | PPE                    | Italie      |
| Barbara Matera                                                                          | Forza Italia | PPE                    | Italie      |
| Alessandra Mussolini                                                                    | Forza Italia | PPE                    | Italie      |
| Aldo Patriciello                                                                        | Forza Italia | PPE                    | Italie      |
| Massimiliano Salini (Remplace Maurizio Lupi, qui démissionne avant de siéger)           | Nouveau Centre droit (jusqu'en 2015) Forza Italia (depuis 2015)                                                        | PPE                    | Italie      |
| Antonio Tajani                                                                          | Forza Italia | PPE                    | Italie      |
| Inese Vaidere (Remplace Valdis Dombrovskis le 1er novembre 2014)                        | Unité | PPE                    | Lettonie    |
| Sandra Kalniete                                                                         | Unité | PPE                    | Lettonie    |
| Kārlis Šadurskis (Remplace Artis Pabriks le 28 novembre 2018)                           | Unité | PPE                    | Lettonie    |
| Aleksejs Loskutovs (Remplace Arturs Krišjānis Kariņš le 24 janvier 2019)                | Unité | PPE                    | Lettonie    |
| Algirdas Saudargas                                                                      | Union de la patrie - Chrétiens-démocrates lituaniens                                                                   | PPE                    | Lituanie    |
| Laima Liucija Andrikienė (Remplace Gabrielius Landsbergis le 30 mai 2016)               | Union de la patrie - Chrétiens-démocrates lituaniens                                                                   | PPE                    | Lituanie    |
| Antanas Guoga                                                                           | Mouvement libéral de la République de Lituanie, jusqu'en octobre 2016 Indépendant, depuis octobre 2016                 |                        | Lituanie    |
| Georges Bach                                                                            | Parti populaire chrétien-social                                                                                        | PPE                    | Luxembourg  |
| Frank Engel                                                                             | Parti populaire chrétien-social                                                                                        | PPE                    | Luxembourg  |
| Christophe Hansen (Remplace Viviane Reding le 2 septembre 2018)                         | Parti populaire chrétien-social                                                                                        | PPE                    | Luxembourg  |
| David Casa                                                                              | Parti nationaliste | PPE                    | Malte       |
| Francis Zammit Dimech (Remplace Therese Comodini Cachia le 24 juin 2017)                | Parti nationaliste | PPE                    | Malte       |
| Roberta Metsola                                                                         | Parti nationaliste | PPE                    | Malte       |
| Annie Schreijer-Pierik                                                                  | Appel chrétien-démocrate                                                                                               | PPE                    | Pays-Bas    |
| Lambert van Nistelrooij                                                                 | Appel chrétien-démocrate                                                                                               | PPE                    | Pays-Bas    |
| Esther de Lange                                                                         | Appel chrétien-démocrate                                                                                               | PPE                    | Pays-Bas    |
| Jeroen Lenaers                                                                          | Appel chrétien-démocrate                                                                                               | PPE                    | Pays-Bas    |
| Wim van de Camp                                                                         | Appel chrétien-démocrate                                                                                               | PPE                    | Pays-Bas    |
| Michał Boni                                                                             | Plate-forme civique | PPE                    | Pologne     |
| Jerzy Buzek                                                                             | Plate-forme civique | PPE                    | Pologne     |
| Róża Thun                                                                               | Plate-forme civique | PPE                    | Pologne     |
| Andrzej Grzyb                                                                           | Parti paysan polonais                                                                                                  | PPE                    | Pologne     |
| Krzysztof Hetman                                                                        | Parti paysan polonais                                                                                                  | PPE                    | Pologne     |
| Danuta Hübner                                                                           | Plate-forme civique | PPE                    | Pologne     |
| Danuta Jazłowiecka                                                                      | Plate-forme civique | PPE                    | Pologne     |
| Jarosław Kalinowski                                                                     | Parti paysan polonais                                                                                                  | PPE                    | Pologne     |
| Agnieszka Kozłowska-Rajewicz                                                            | Plate-forme civique | PPE                    | Pologne     |
| Barbara Kudrycka                                                                        | Plate-forme civique | PPE                    | Pologne     |
| Janusz Lewandowski                                                                      | Plate-forme civique | PPE                    | Pologne     |
| Elżbieta Łukacijewska                                                                   | Plate-forme civique | PPE                    | Pologne     |
| Jan Olbrycht                                                                            | Plate-forme civique | PPE                    | Pologne     |
| Julia Pitera                                                                            | Plate-forme civique | PPE                    | Pologne     |
| Marek Plura                                                                             | Plate-forme civique | PPE                    | Pologne     |
| Dariusz Rosati                                                                          | Plate-forme civique | PPE                    | Pologne     |
| Czesław Siekierski                                                                      | Parti paysan polonais                                                                                                  | PPE                    | Pologne     |
| Adam Szejnfeld                                                                          | Plate-forme civique | PPE                    | Pologne     |
| Jarosław Wałęsa                                                                         | Plate-forme civique | PPE                    | Pologne     |
| Bogusław Sonik (Remplace Bogdan Wenta le 20 novembre 2018)                              | Plate-forme civique | PPE                    | Pologne     |
| Bogdan Zdrojewski                                                                       | Plate-forme civique | PPE                    | Pologne     |
| Tadeusz Zwiefka                                                                         | Plate-forme civique | PPE                    | Pologne     |
| Paulo Rangel                                                                            | Parti social-démocrate                                                                                                 | PPE                    | Portugal    |
| Fernando Ruas                                                                           | Parti social-démocrate                                                                                                 | PPE                    | Portugal    |
| Sofia Ribeiro                                                                           | Parti social-démocrate                                                                                                 | PPE                    | Portugal    |
| Nuno Melo                                                                               | CDS – Parti populaire                                                                                                  | PPE                    | Portugal    |
| Carlos Coelho                                                                           | Parti social-démocrate                                                                                                 | PPE                    | Portugal    |
| Cláudia Monteiro de Aguiar                                                              | Parti social-démocrate                                                                                                 | PPE                    | Portugal    |
| José Manuel Fernandes                                                                   | Parti social-démocrate                                                                                                 | PPE                    | Portugal    |
| José Inácio Faria                                                                       | Parti de la Terre |                        | Portugal    |
| Pavel Svoboda                                                                           | Union chrétienne démocrate - Parti populaire tchécoslovaque                                                            | PPE                    | Tchéquie    |
| Michaela Šojdrová                                                                       | Union chrétienne démocrate - Parti populaire tchécoslovaque                                                            | PPE                    | Tchéquie    |
| Tomáš Zdechovský                                                                        | Union chrétienne démocrate - Parti populaire tchécoslovaque                                                            | PPE                    | Tchéquie    |
| Luděk Niedermayer                                                                       | TOP 09 | PPE                    | Tchéquie    |
| Jiří Pospíšil                                                                           | TOP 09 | PPE                    | Tchéquie    |
| Stanislav Polčák                                                                        | TOP 09 (jusqu'en novembre 2015) DiEM25 (de novembre 2015 à janvier 2016) Maires et Indépendants                        | PPE                    | Tchéquie    |
| Jaromír Štětina                                                                         | TOP 09 | PPE                    | Tchéquie    |
| Adina-Ioana Vălean                                                                      | Parti national libéral                                                                                                 | PPE                    | Roumanie    |
| Ramona Mănescu                                                                          | Parti national libéral (jusqu'en juillet 2017) Indépendante                                                            | PPE                    | Roumanie    |
| Cristian Bușoi                                                                          | Parti national libéral                                                                                                 | PPE                    | Roumanie    |
| Mihai Țurcanu (Remplace Eduard Hellvig le 2 mars 2015)                                  | Parti national libéral                                                                                                 | PPE                    | Roumanie    |
| Theodor Stolojan                                                                        | Parti national libéral                                                                                                 | PPE                    | Roumanie    |
| Traian Ungureanu                                                                        | Parti national libéral                                                                                                 | PPE                    | Roumanie    |
| Marian-Jean Marinescu                                                                   | Parti national libéral                                                                                                 | PPE                    | Roumanie    |
| Daniel Buda                                                                             | Parti national libéral                                                                                                 | PPE                    | Roumanie    |
| Cristian Preda                                                                          | Parti Mouvement populaire (jusqu'en décembre 2014) Indépendant (de 2014 à 2019) PLUS                                   |                        | Roumanie    |
| Sorin Moisă                                                                             | Parti social-démocrate (jusqu'en novembre 2017) Indépendant                                                            |                        | Roumanie    |
| Siegfried Mureșan                                                                       | Parti Mouvement populaire (jusqu'en mai 2018) Parti national libéral                                                   | PPE                    | Roumanie    |
| Iuliu Winkler                                                                           | Union démocrate magyare de Roumanie                                                                                    | PPE                    | Roumanie    |
| Csaba Sógor                                                                             | Union démocrate magyare de Roumanie                                                                                    | PPE                    | Roumanie    |
| Richard Ashworth                                                                        | Parti conservateur |                        | Royaume-Uni |
| Julie Girling                                                                           | Parti conservateur |                        | Royaume-Uni |
| Anna Záborská                                                                           | Mouvement chrétien-démocrate                                                                                           | PPE                    | Slovaquie   |
| Miroslav Mikolášik                                                                      | Mouvement chrétien-démocrate                                                                                           | PPE                    | Slovaquie   |
| Eduard Kukan                                                                            | Union démocrate et chrétienne slovaque - Parti démocrate (jusqu'en 2016) Indépendant                                   | PPE                    | Slovaquie   |
| Ivan Štefanec                                                                           | Union démocrate et chrétienne slovaque - Parti démocrate, jusqu'en 2014 Mouvement chrétien-démocrate, à partir de 2015 | PPE                    | Slovaquie   |
| Pál Csáky                                                                               | Parti de la communauté hongroise                                                                                       | PPE                    | Slovaquie   |
| József Nagy                                                                             | Most-Híd |                        | Slovaquie   |
| Milan Zver                                                                              | Parti démocratique slovène                                                                                             | PPE                    | Slovénie    |
| Romana Tomc                                                                             | Parti démocratique slovène                                                                                             | PPE                    | Slovénie    |
| Patricija Šulin                                                                         | Parti démocratique slovène                                                                                             | PPE                    | Slovénie    |
| Lojze Peterle                                                                           | Nouvelle Slovénie-Parti populaire slovène                                                                              | PPE                    | Slovénie    |
| Franc Bogovič                                                                           | Nouvelle Slovénie-Parti populaire slovène                                                                              | PPE                    | Slovénie    |
| Anna Maria Corazza Bildt                                                                | Modérés | PPE                    | Suède       |
| Gunnar Hökmark                                                                          | Modérés | PPE                    | Suède       |
| Christofer Fjellner                                                                     | Modérés | PPE                    | Suède       |
| Anders Sellström (Remplace Lars Adaktusson le 3 octobre 2018)                           | Chrétiens-démocrates                                                                                                   | PPE                    | Suède       |

### Alliance progressiste des socialistes et des démocrates au Parlement européen
Le groupe Alliance progressiste des socialistes et démocrates au Parlement européen (S&D) regroupe principalement les députés du Parti socialiste européen (PSE) c'est-à-dire des partis socialistes, sociaux-démocrates et travaillistes d'Europe.
| Nom | Parti | Affiliation européenne | Pays        |
| --- | --- | ---------------------- | ----------- |
| Sylvia-Yvonne Kaufmann | Parti social-démocrate d'Allemagne                                                                                   | PSE                    | Allemagne   |
| Udo Bullmann | Parti social-démocrate d'Allemagne                                                                                   | PSE                    | Allemagne   |
| Ismail Ertug | Parti social-démocrate d'Allemagne                                                                                   | PSE                    | Allemagne   |
| Knut Fleckenstein | Parti social-démocrate d'Allemagne                                                                                   | PSE                    | Allemagne   |
| Evelyne Gebhardt | Parti social-démocrate d'Allemagne                                                                                   | PSE                    | Allemagne   |
| Jens Geier | Parti social-démocrate d'Allemagne                                                                                   | PSE                    | Allemagne   |
| Tiemo Wölken (Remplace Matthias Groote le 14 novembre 2016)                                                                      | Parti social-démocrate d'Allemagne                                                                                   | PSE                    | Allemagne   |
| Iris Hoffmann | Parti social-démocrate d'Allemagne                                                                                   | PSE                    | Allemagne   |
| Petra Kammerevert | Parti social-démocrate d'Allemagne                                                                                   | PSE                    | Allemagne   |
| Dietmar Köster | Parti social-démocrate d'Allemagne                                                                                   | PSE                    | Allemagne   |
| Constanze Krehl | Parti social-démocrate d'Allemagne                                                                                   | PSE                    | Allemagne   |
| Bernd Lange | Parti social-démocrate d'Allemagne                                                                                   | PSE                    | Allemagne   |
| Jo Leinen | Parti social-démocrate d'Allemagne                                                                                   | PSE                    | Allemagne   |
| Arne Lietz | Parti social-démocrate d'Allemagne                                                                                   | PSE                    | Allemagne   |
| Susanne Melior | Parti social-démocrate d'Allemagne                                                                                   | PSE                    | Allemagne   |
| Norbert Neuser | Parti social-démocrate d'Allemagne                                                                                   | PSE                    | Allemagne   |
| Maria Noichl | Parti social-démocrate d'Allemagne                                                                                   | PSE                    | Allemagne   |
| Gabriele Preuß | Parti social-démocrate d'Allemagne                                                                                   | PSE                    | Allemagne   |
| Ulrike Rodust | Parti social-démocrate d'Allemagne                                                                                   | PSE                    | Allemagne   |
| Arndt Kohn (Remplace Martin Schulz le 24 février 2017)                                                                           | Parti social-démocrate d'Allemagne                                                                                   | PSE                    | Allemagne   |
| Joachim Schuster | Parti social-démocrate d'Allemagne                                                                                   | PSE                    | Allemagne   |
| Peter Simon | Parti social-démocrate d'Allemagne                                                                                   | PSE                    | Allemagne   |
| Birgit Sippel | Parti social-démocrate d'Allemagne                                                                                   | PSE                    | Allemagne   |
| Michael Detjen (Remplace Jutta Steinruck le 1er janvier 2018)                                                                    | Parti social-démocrate d'Allemagne                                                                                   | PSE                    | Allemagne   |
| Kerstin Westphal | Parti social-démocrate d'Allemagne                                                                                   | PSE                    | Allemagne   |
| Martina Werner | Parti social-démocrate d'Allemagne                                                                                   | PSE                    | Allemagne   |
| Babette Winter (Remplace Jakob von Weizsäcker le 10 janvier 2019)                                                                | Parti social-démocrate d'Allemagne                                                                                   | PSE                    | Allemagne   |
| Eugen Freund | Parti social-démocrate d'Autriche                                                                                    | PSE                    | Autriche    |
| Evelyn Regner | Parti social-démocrate d'Autriche                                                                                    | PSE                    | Autriche    |
| Karoline Graswander-Hainz (Remplace Jörg Leichtfried le 9 juillet 2015)                                                          | Parti social-démocrate d'Autriche                                                                                    | PSE                    | Autriche    |
| Karin Kadenbach | Parti social-démocrate d'Autriche                                                                                    | PSE                    | Autriche    |
| Josef Weidenholzer | Parti social-démocrate d'Autriche                                                                                    | PSE                    | Autriche    |
| Kathleen Van Brempt | Socialistische Partij Anders                                                                                         | PSE                    | Belgique    |
| Marie Arena | Parti socialiste | PSE                    | Belgique    |
| Hugues Bayet | Parti socialiste | PSE                    | Belgique    |
| Marc Tarabella | Parti socialiste | PSE                    | Belgique    |
| Momchil Nekov | Parti socialiste bulgare                                                                                             | PSE                    | Bulgarie    |
| Sergueï Stanichev | Parti socialiste bulgare                                                                                             | PSE                    | Bulgarie    |
| Peter Kouroumbashev (Remplace Iliana Iotova le 17 janvier 2017)                                                                  | Parti socialiste bulgare (jusqu'en mars 2017) Indépendant                                                            | PSE                    | Bulgarie    |
| Georgi Pirinski | Parti socialiste bulgare                                                                                             | PSE                    | Bulgarie    |
| Kóstas Mavrídis | Parti démocrate |                        | Chypre      |
| Dimítris Papadákis | Mouvement pour la démocratie sociale                                                                                 | PSE                    | Chypre      |
| Biljana Borzan | Parti social-démocrate                                                                                               | PSE                    | Croatie     |
| Tonino Picula | Parti social-démocrate                                                                                               | PSE                    | Croatie     |
| Jeppe Kofod | Social-démocratie | PSE                    | Danemark    |
| Christel Schaldemose | Social-démocratie | PSE                    | Danemark    |
| Ole Christensen | Social-démocratie | PSE                    | Danemark    |
| Elena Valenciano | Parti socialiste ouvrier espagnol                                                                                    | PSE                    | Espagne     |
| Ramón Jáuregui | Parti socialiste ouvrier espagnol                                                                                    | PSE                    | Espagne     |
| Soledad Cabezón Ruiz | Parti socialiste ouvrier espagnol                                                                                    | PSE                    | Espagne     |
| Iratxe García | Parti socialiste ouvrier espagnol                                                                                    | PSE                    | Espagne     |
| Javier López Fernández | Parti des socialistes de Catalogne                                                                                   | PSE                    | Espagne     |
| Inmaculada Rodríguez-Piñero | Parti socialiste ouvrier espagnol                                                                                    | PSE                    | Espagne     |
| Enrique Guerrero Salom | Parti socialiste ouvrier espagnol                                                                                    | PSE                    | Espagne     |
| Eider Gardiazabal Rubial | Parti socialiste ouvrier espagnol                                                                                    | PSE                    | Espagne     |
| José Blanco | Parti socialiste ouvrier espagnol                                                                                    | PSE                    | Espagne     |
| Clara Eugenia Aguilera García | Parti socialiste ouvrier espagnol                                                                                    | PSE                    | Espagne     |
| Sergio Gutiérrez Prieto | Parti socialiste ouvrier espagnol                                                                                    | PSE                    | Espagne     |
| Inés Ayala Sender | Parti socialiste ouvrier espagnol                                                                                    | PSE                    | Espagne     |
| Jonás Fernández | Parti socialiste ouvrier espagnol                                                                                    | PSE                    | Espagne     |
| Juan Fernando López Aguilar | Parti socialiste ouvrier espagnol                                                                                    | PSE                    | Espagne     |
| Hannes Hanso (Remplace Ivari Padar le 4 avril 2019, qui remplaçait Marju Lauristin le 6 novembre 2017)                           | Parti social-démocrate                                                                                               | PSE                    | Estonie     |
| Liisa Jaakonsaari | Parti social-démocrate                                                                                               | PSE                    | Finlande    |
| Miapetra Kumpula-Natri | Parti social-démocrate                                                                                               | PSE                    | Finlande    |
| Karine Gloanec Maurin (Remplace Jean-Paul Denanot le 10 juin 2018)                                                               | Parti socialiste | PSE                    | France      |
| Édouard Martin | Parti socialiste | PSE                    | France      |
| Gilles Pargneaux | Parti socialiste | PSE                    | France      |
| Sylvie Guillaume | Parti socialiste | PSE                    | France      |
| Vincent Peillon | Parti socialiste | PSE                    | France      |
| Isabelle Thomas | Parti socialiste (jusqu'en novembre 2017) Génération.s (à partir de novembre 2017)                                   | PSE                    | France      |
| Éric Andrieu | Parti socialiste | PSE                    | France      |
| Pervenche Berès | Parti socialiste | PSE                    | France      |
| Christine Revault d'Allonnes-Bonnefoy                                                                                            | Parti socialiste | PSE                    | France      |
| Guillaume Balas | Parti socialiste (jusqu'en novembre 2017) Génération.s (à partir de novembre 2017)                                   | PSE                    | France      |
| Virginie Rozière | Parti radical de gauche (jusqu'en décembre 2017) Les Radicaux de gauche (à partir de décembre 2017)                  | PSE                    | France      |
| Louis-Joseph Manscour | Parti socialiste | PSE                    | France      |
| Éva Kaïlí | L'Olivier (Mouvement socialiste panhellénique)                                                                       | PSE (PASOK)            | Grèce       |
| Níkos Androulákis | L'Olivier (Mouvement socialiste panhellénique)                                                                       | PSE (PASOK)            | Grèce       |
| Yórgos Grammatikákis | La Rivière |                        | Grèce       |
| Míltos Kírkos | La Rivière |                        | Grèce       |
| Tibor Szanyi | Parti socialiste hongrois                                                                                            | PSE                    | Hongrie     |
| István Ujhelyi | Parti socialiste hongrois                                                                                            | PSE                    | Hongrie     |
| Péter Niedermüller (Remplace Ferenc Gyurcsány, qui démissionne avant de siéger)                                                  | Coalition démocratique                                                                                               | PSE                    | Hongrie     |
| Csaba Molnár | Coalition démocratique                                                                                               |                        | Hongrie     |
| Nessa Childers | Indépendant |                        | Irlande     |
| Brando Benifei | Parti démocrate | PSE                    | Italie      |
| Goffredo Bettini | Parti démocrate | PSE                    | Italie      |
| Simona Bonafè | Parti démocrate | PSE                    | Italie      |
| Mercedes Bresso | Parti démocrate | PSE                    | Italie      |
| Renata Briano | Parti démocrate | PSE                    | Italie      |
| Nicola Caputo | Parti démocrate | PSE                    | Italie      |
| Caterina Chinnici | Parti démocrate | PSE                    | Italie      |
| Sergio Cofferati | Parti démocrate (jusqu'en 2015) Gauche italienne (depuis 2015)                                                       | PSE                    | Italie      |
| Silvia Costa | Parti démocrate | PSE                    | Italie      |
| Andrea Cozzolino | Parti démocrate | PSE                    | Italie      |
| Nicola Danti | Parti démocrate | PSE                    | Italie      |
| Paolo De Castro | Parti démocrate | PSE                    | Italie      |
| Isabella De Monte | Parti démocrate | PSE                    | Italie      |
| Enrico Gasbarra | Parti démocrate | PSE                    | Italie      |
| Elena Gentile | Parti démocrate | PSE                    | Italie      |
| Michela Giuffrida | Parti démocrate | PSE                    | Italie      |
| Roberto Gualtieri | Parti démocrate | PSE                    | Italie      |
| Cécile Kyenge | Parti démocrate | PSE                    | Italie      |
| Damiano Zoffoli (Remplace Alessandra Moretti le 18 février 2015)                                                                 | Parti démocrate | PSE                    | Italie      |
| Luigi Morgano | Parti démocrate | PSE                    | Italie      |
| Alessia Mosca | Parti démocrate | PSE                    | Italie      |
| Antonio Panzeri | Parti démocrate (jusqu'en février 2017) Article 1er - Mouvement démocrate et progressiste (à partir de février 2017) | PSE                    | Italie      |
| Massimo Paolucci | Parti démocrate (jusqu'en février 2017) Article 1er - Mouvement démocrate et progressiste (à partir de février 2017) | PSE                    | Italie      |
| Pina Picierno | Parti démocrate | PSE                    | Italie      |
| Giuseppe Ferrandino (Remplace Gianni Pittella le 17 avril 2018)                                                                  | Parti démocrate | PSE                    | Italie      |
| David Sassoli | Parti démocrate | PSE                    | Italie      |
| Elly Schlein | Parti démocrate (jusqu'en 2015) Possibile (depuis 2015)                                                              | PSE                    | Italie      |
| Renato Soru | Parti démocrate | PSE                    | Italie      |
| Patrizia Toia | Parti démocrate | PSE                    | Italie      |
| Daniele Viotti | Parti démocrate | PSE                    | Italie      |
| Flavio Zanonato | Parti démocrate (jusqu'en février 2017) Article 1er - Mouvement démocrate et progressiste (à partir de février 2017) | PSE                    | Italie      |
| Andrejs Mamikins | Centre de l'harmonie                                                                                                 | PSE (obs)              | Lettonie    |
| Zigmantas Balčytis | Parti social-démocrate lituanien                                                                                     | PSE                    | Lituanie    |
| Vilija Blinkevičiūtė | Parti social-démocrate lituanien                                                                                     | PSE                    | Lituanie    |
| Mady Delvaux-Stehres | Parti ouvrier socialiste luxembourgeois                                                                              | PSE                    | Luxembourg  |
| Miriam Dalli | Parti travailliste                                                                                                   | PSE                    | Malte       |
| Marlene Mizzi | Parti travailliste                                                                                                   | PSE                    | Malte       |
| Alfred Sant | Parti travailliste                                                                                                   | PSE                    | Malte       |
| Paul Tang | Parti travailliste                                                                                                   | PSE                    | Pays-Bas    |
| Agnes Jongerius | Parti travailliste                                                                                                   | PSE                    | Pays-Bas    |
| Kati Piri | Parti travailliste                                                                                                   | PSE                    | Pays-Bas    |
| Janusz Zemke | Alliance de la gauche démocratique                                                                                   | PSE                    | Pologne     |
| Bogusław Liberadzki | Alliance de la gauche démocratique                                                                                   | PSE                    | Pologne     |
| Krystyna Łybacka | Alliance de la gauche démocratique                                                                                   | PSE                    | Pologne     |
| Adam Gierek | Union du travail | PSE                    | Pologne     |
| Lidia Geringer de Oedenberg | Alliance de la gauche démocratique (jusqu'en juin 2014) Indépendante (depuis juin 2014)                              | PSE                    | Pologne     |
| Francisco Assis | Parti socialiste | PSE                    | Portugal    |
| Maria João Rodrigues | Parti socialiste | PSE                    | Portugal    |
| Carlos Zorrinho | Parti socialiste | PSE                    | Portugal    |
| Manuel António dos Santos (Remplace Elisa Ferreira le 28 juin 2016)                                                              | Parti socialiste | PSE                    | Portugal    |
| Ricardo Serrão Santos | Parti socialiste | PSE                    | Portugal    |
| Ana Gomes | Parti socialiste | PSE                    | Portugal    |
| Pedro Silva Pereira | Parti socialiste | PSE                    | Portugal    |
| Liliana Rodrigues | Parti socialiste | PSE                    | Portugal    |
| Jan Keller | Parti social-démocrate tchèque                                                                                       | PSE                    | Tchéquie    |
| Olga Sehnalová | Parti social-démocrate tchèque                                                                                       | PSE                    | Tchéquie    |
| Pavel Poc | Parti social-démocrate tchèque                                                                                       | PSE                    | Tchéquie    |
| Miroslav Poche | Parti social-démocrate tchèque                                                                                       | PSE                    | Tchéquie    |
| Emilian Pavel (Remplace Corina Crețu le 1er novembre 2014)                                                                       | Parti social-démocrate                                                                                               | PSE                    | Roumanie    |
| Răzvan Popa (Victor Negrescu démissionne le 29 juin 2017, Il remplaçait Ecaterina Andronescu, qui a démissionné avant de siéger) | Parti social-démocrate                                                                                               | PSE                    | Roumanie    |
| Dan Nica | Parti social-démocrate                                                                                               | PSE                    | Roumanie    |
| Maria Grapini | Parti conservateur (jusqu'en 2015) Parti du pouvoir humaniste (depuis 2015)                                          | PSE                    | Roumanie    |
| Damian Drăghici | Union nationale pour le progrès de la Roumanie (jusqu'en novembre 2016) Indépendant (depuis novembre 2016)           |                        | Roumanie    |
| Daciana Sârbu | Parti social-démocrate (jusqu'en juillet 2018) Indépendante                                                          | PSE                    | Roumanie    |
| Ioan Mircea Pașcu | Parti social-démocrate                                                                                               | PSE                    | Roumanie    |
| Gabriela Zoană (Remplace Viorica Dăncilă le 30 janvier 2018)                                                                     | Parti social-démocrate                                                                                               | PSE                    | Roumanie    |
| Victor Boștinaru | Parti social-démocrate                                                                                               | PSE                    | Roumanie    |
| Claudiu Ciprian Tănăsescu | Parti social-démocrate                                                                                               | PSE                    | Roumanie    |
| Doru-Claudian Frunzulică | Union nationale pour le progrès de la Roumanie (jusqu'en juin 2016) Parti social-démocrate (depuis juin 2016)        | PSE                    | Roumanie    |
| Ana-Claudia Țapardel | Parti social-démocrate                                                                                               | PSE                    | Roumanie    |
| Andi Cristea | Parti social-démocrate                                                                                               | PSE                    | Roumanie    |
| Lucy Anderson | Parti travailliste                                                                                                   | PSE                    | Royaume-Uni |
| Paul Brannen | Parti travailliste                                                                                                   | PSE                    | Royaume-Uni |
| Richard Corbett | Parti travailliste                                                                                                   | PSE                    | Royaume-Uni |
| Seb Dance | Parti travailliste                                                                                                   | PSE                    | Royaume-Uni |
| John Howarth (Remplace Anneliese Dodds le 30 juin 2017)                                                                          | Parti travailliste                                                                                                   | PSE                    | Royaume-Uni |
| Neena Gill | Parti travailliste                                                                                                   | PSE                    | Royaume-Uni |
| Theresa Griffin | Parti travailliste                                                                                                   | PSE                    | Royaume-Uni |
| Mary Honeyball | Parti travailliste                                                                                                   | PSE                    | Royaume-Uni |
| Alex Mayer (Remplace Richard Howitt le 15 novembre 2016)                                                                         | Parti travailliste                                                                                                   | PSE                    | Royaume-Uni |
| Wajid Khan (Remplace Afzal Khan le 29 juin 2017)                                                                                 | Parti travailliste                                                                                                   | PSE                    | Royaume-Uni |
| Judith Kirton-Darling | Parti travailliste                                                                                                   | PSE                    | Royaume-Uni |
| David Martin | Parti travailliste                                                                                                   | PSE                    | Royaume-Uni |
| Vacant (Linda McAvan démissionne le 18 avril 2019)                                                                               | Parti travailliste                                                                                                   | PSE                    | Royaume-Uni |
| Clare Moody | Parti travailliste                                                                                                   | PSE                    | Royaume-Uni |
| Claude Moraes | Parti travailliste                                                                                                   | PSE                    | Royaume-Uni |
| Siôn Simon | Parti travailliste                                                                                                   | PSE                    | Royaume-Uni |
| Vacant (Catherine Stihler démissionne le 31 janvier 2019)                                                                        | Parti travailliste                                                                                                   | PSE                    | Royaume-Uni |
| Derek Vaughan | Parti travailliste                                                                                                   | PSE                    | Royaume-Uni |
| Julie Ward | Parti travailliste                                                                                                   | PSE                    | Royaume-Uni |
| Rory Palmer (Remplace Glenis Willmott le 3 octobre 2017)                                                                         | Parti travailliste                                                                                                   | PSE                    | Royaume-Uni |
| Maroš Šefčovič | SMER – social-démocratie                                                                                             | PSE                    | Slovaquie   |
| Monika Beňová | SMER – social-démocratie                                                                                             | PSE                    | Slovaquie   |
| Boris Zala | SMER – social-démocratie                                                                                             | PSE                    | Slovaquie   |
| Vladimír Maňka | SMER – social-démocratie                                                                                             | PSE                    | Slovaquie   |
| Tanja Fajon | Sociaux-démocrates                                                                                                   | PSE                    | Slovénie    |
| Marita Ulvskog | Parti social-démocrate suédois des travailleurs                                                                      | PSE                    | Suède       |
| Jytte Guteland | Parti social-démocrate suédois des travailleurs                                                                      | PSE                    | Suède       |
| Olle Ludvigsson | Parti social-démocrate suédois des travailleurs                                                                      | PSE                    | Suède       |
| Aleksander Gabelic (Remplace Jens Nilsson le 4 avril 2018)                                                                       | Parti social-démocrate suédois des travailleurs                                                                      | PSE                    | Suède       |
| Anna Hedh | Parti social-démocrate suédois des travailleurs                                                                      | PSE                    | Suède       |
| Soraya Post | Initiative féministe                                                                                                 |                        | Suède       |

### Groupe des conservateurs et des réformistes européens
Le groupe conservateurs et réformistes européens (CRE) est un groupe fondé par les conservateurs britanniques, les Polonais du PiS et les Tchèques d'ODS.
| Nom | Parti | Affiliation européenne                         | Pays        |
| --- | --- | ---------------------------------------------- | ----------- |
| Bernd Lucke | Alternative pour l'Allemagne (jusqu'en juillet 2015) Réformateurs libéraux-conservateurs (à partir de juillet 2015)                       |                                                | Allemagne   |
| Hans-Olaf Henkel | Alternative pour l'Allemagne (jusqu'en juillet 2015) Réformateurs libéraux-conservateurs (de 2015 à 2019) Indépendant                     | ACRE                                           | Allemagne   |
| Bernd Kölmel | Alternative pour l'Allemagne (jusqu'en juillet 2015) Réformateurs libéraux-conservateurs (de 2015 à 2019) Indépendant                     |                                                | Allemagne   |
| Joachim Starbatty | Alternative pour l'Allemagne (jusqu'en juillet 2015) Réformateurs libéraux-conservateurs (de 2015 à 2019) Indépendant                     |                                                | Allemagne   |
| Ulrike Trebesius | Alternative pour l'Allemagne (jusqu'en juillet 2015) Réformateurs libéraux-conservateurs (de 2015 à 2019) Indépendante                    |                                                | Allemagne   |
| Arne Gericke | Parti des familles d'Allemagne | MPCE                                           | Allemagne   |
| Mark Demesmaeker | Alliance néo-flamande | ALE                                            | Belgique    |
| Anneleen Van Bossuyt (Remplace Louis Ide le 8 janvier 2015)                                                                  | Alliance néo-flamande | ALE                                            | Belgique    |
| Helga Stevens | Alliance néo-flamande | ALE                                            | Belgique    |
| Ralph Packet (Remplace Sander Loones le 22 novembre 2018, qui lui-même remplaçait Johan Van Overtveldt le 14 octobre 2014)   | Alliance néo-flamande | ALE                                            | Belgique    |
| Nikolay Barekov | Recharger la Bulgarie |                                                | Bulgarie    |
| Angel Dzhambazki | VMRO - Mouvement national bulgare |                                                | Bulgarie    |
| Eléni Theochárous | Rassemblement démocrate (jusqu'en 2015) Mouvement solidarité                                                                              | PPE (jusqu'en mars 2016)                       | Chypre      |
| Ruža Tomašić | Parti croate du droit – Ante Starčević (jusqu'au 20 novembre 2014) Parti conservateur croate (à partir du 27 janvier 2015)                |                                                | Croatie     |
| Jørn Dohrmann | Parti populaire danois | MELD                                           | Danemark    |
| Morten Messerschmidt | Parti populaire danois | MELD                                           | Danemark    |
| Anders Primdahl Vistisen | Parti populaire danois | MELD                                           | Danemark    |
| Jussi Halla-aho | Vrais Finlandais | MELD                                           | Finlande    |
| Pirkko Ruohonen-Lerner (Remplace Sampo Terho le 27 avril 2015)                                                               | Vrais Finlandais | MELD                                           | Finlande    |
| Nótis Mariás | Grecs Indépendants (jusqu'en janvier 2015) Indépendant (de janvier 2015 à mars 2017) Grèce, une route alternative (depuis mars 2017)      |                                                | Grèce       |
| Brian Crowley | Fianna Fáil |                                                | Irlande     |
| Raffaele Fitto | Forza Italia (jusqu'en mai 2015) Conservateurs et réformistes (mai 2015-janvier 2017) Direzione Italia (à partir de janvier 2017)         | PPE (jusqu'en mai 2015) ACRE (depuis mai 2015) | Italie      |
| Remo Sernagiotto | Forza Italia (jusqu'en juillet 2015) Conservateurs et réformistes (juillet 2015-janvier 2017) Direzione Italia (à partir de janvier 2017) | PPE (jusqu'en mai 2015) ACRE (depuis mai 2015) | Italie      |
| Innocenzo Leontini (Remplace Gianfranco Miccichè le 20 août 2018, qui lui-même remplaçait Salvo Pogliese le 19 juillet 2018) | Forza Italia (jusqu'en janvier 2019) Frères d'Italie                                                                                      |                                                | Italie      |
| Stefano Maullu (Remplace Giovanni Toti le 13 juillet 2015)                                                                   | Forza Italia (jusqu'en novembre 2018) Frères d'Italie                                                                                     |                                                | Italie      |
| Elisabetta Gardini | Forza Italia(jusqu'en avril 2019) Frères d'Italie                                                                                         |                                                | Italie      |
| Roberts Zīle | Alliance nationale | ACRE                                           | Lettonie    |
| Valdemar Tomaševski | Action électorale polonaise | ACRE                                           | Lituanie    |
| Peter van Dalen | Union chrétienne | MPCE                                           | Pays-Bas    |
| Bas Belder | Parti politique réformé | MPCE                                           | Pays-Bas    |
| Ryszard Czarnecki | Droit et justice | ACRE                                           | Pologne     |
| Edward Czesak (Remplace Andrzej Duda le 11 juin 2015)                                                                        | Droit et justice | ACRE                                           | Pologne     |
| Anna Fotyga | Droit et justice | ACRE                                           | Pologne     |
| Beata Gosiewska | Droit et justice | ACRE                                           | Pologne     |
| Czesław Hoc (Remplace Marek Gróbarczyk le 27 novembre 2015)                                                                  | Droit et justice | ACRE                                           | Pologne     |
| Sławomir Kłosowski (Remplace Dawid Jackiewicz le 27 novembre 2015)                                                           | Droit et justice | ACRE                                           | Pologne     |
| Karol Karski | Droit et justice | ACRE                                           | Pologne     |
| Zdzisław Krasnodębski | Indépendant | ACRE                                           | Pologne     |
| Zbigniew Kuźmiuk | Droit et justice | ACRE                                           | Pologne     |
| Ryszard Legutko | Droit et justice | ACRE                                           | Pologne     |
| Stanisław Ożóg | Droit et justice | ACRE                                           | Pologne     |
| Mirosław Piotrowski | Droit et justice (jusqu'en octobre 2014) Indépendant (depuis octobre 2014)                                                                | ACRE                                           | Pologne     |
| Bolesław Piecha | Droit et justice | ACRE                                           | Pologne     |
| Tomasz Poręba | Droit et justice | ACRE                                           | Pologne     |
| Jadwiga Wiśniewska | Droit et justice | ACRE                                           | Pologne     |
| Urszula Krupa (Remplace Janusz Wojciechowski le 24 juin 2016)                                                                | Indépendante | ACRE                                           | Pologne     |
| Kosma Złotowski | Droit et justice | ACRE                                           | Pologne     |
| Marek Jurek | Droit et justice (jusqu'au 15 juillet 2015) Droite de la République (à partir du 16 juillet 2015)                                         |                                                | Pologne     |
| Jacek Saryusz-Wolski | Plate-forme civique (jusqu'en mars 2017) Indépendant                                                                                      |                                                | Pologne     |
| Monica Macovei | Parti démocrate-libéral (PPE, jusqu'en septembre 2014) Indépendante (PPE, jusqu'en juin 2015) M10                                         | ACRE                                           | Roumanie    |
| Laurențiu Rebega | Parti conservateur (jusqu'en août 2015) Indépendant (d'août 2015 à mars 2018) Pro Romania                                                 |                                                | Roumanie    |
| Jan Zahradil | Parti démocratique civique | ACRE                                           | Tchéquie    |
| Evžen Tošenovský | Parti démocratique civique |                                                | Tchéquie    |
| Daniel Dalton (Remplace Philip Bradbourn le 8 janvier 2015)                                                                  | Parti conservateur | ACRE                                           | Royaume-Uni |
| David Campbell Bannerman | Parti conservateur | ACRE                                           | Royaume-Uni |
| Nirj Deva | Parti conservateur | ACRE                                           | Royaume-Uni |
| Nosheena Mobarik (Remplace Ian Duncan le 8 septembre 2017)                                                                   | Parti conservateur | ACRE                                           | Royaume-Uni |
| John Flack (Remplace Vicky Ford le 28 juin 2017)                                                                             | Parti conservateur | ACRE                                           | Royaume-Uni |
| Jacqueline Foster | Parti conservateur | ACRE                                           | Royaume-Uni |
| Ashley Fox | Parti conservateur | ACRE                                           | Royaume-Uni |
| Daniel Hannan | Parti conservateur | ACRE                                           | Royaume-Uni |
| Syed Kamall | Parti conservateur | ACRE                                           | Royaume-Uni |
| Sajjad Karim | Parti conservateur | ACRE                                           | Royaume-Uni |
| John Procter (Remplace Timothy Kirkhope le 17 novembre 2016)                                                                 | Parti conservateur | ACRE                                           | Royaume-Uni |
| Rupert Matthews (Remplace Andrew Lewer le 29 juin 2017)                                                                      | Parti conservateur | ACRE                                           | Royaume-Uni |
| Emma McClarkin | Parti conservateur | ACRE                                           | Royaume-Uni |
| Anthea McIntyre | Parti conservateur | ACRE                                           | Royaume-Uni |
| Kay Swinburne | Parti conservateur | ACRE                                           | Royaume-Uni |
| Charles Tannock | Parti conservateur | ACRE                                           | Royaume-Uni |
| Geoffrey Van Orden | Parti conservateur | ACRE                                           | Royaume-Uni |
| Amjad Bashir | Parti pour l'indépendance du Royaume-Uni (ELDD, jusqu'en janvier 2015) Parti conservateur (à partir de janvier 2015)                      | ACRE                                           | Royaume-Uni |
| Jim Nicholson | Parti unioniste d'Ulster | ACRE                                           | Royaume-Uni |
| Jana Žitňanská | NOVA | ACRE                                           | Slovaquie   |
| Branislav Škripek | Les Gens ordinaires et personnalités indépendantes                                                                                        |                                                | Slovaquie   |
| Richard Sulík | Liberté et solidarité |                                                | Slovaquie   |
| Kristina Winberg | Démocrates de Suède | ADDE                                           | Suède       |
| Peter Lundgren | Démocrates de Suède | ADDE                                           | Suède       |

### Alliance des démocrates et des libéraux pour l'Europe
L'Alliance des démocrates et des libéraux pour l'Europe (ADLE) réunit le Parti de l'Alliance des libéraux et des démocrates pour l'Europe (ALDE) et le Parti démocrate européen (PDE), à tendance centriste.
| Nom | Parti | Affiliation européenne | Pays        |
| --- | --- | ---------------------- | ----------- |
| Nadja Hirsch (Remplace Alexander Graf Lambsdorff le 8 novembre 2017)                                      | Parti libéral-démocrate | ALDE                   | Allemagne   |
| Gesine Meißner                                                                                            | Parti libéral-démocrate | ALDE                   | Allemagne   |
| Wolf Klinz (Remplace Michael Theurer le 6 novembre 2017)                                                  | Parti libéral-démocrate | ALDE                   | Allemagne   |
| Ulrike Müller                                                                                             | Électeurs libres | PDE                    | Allemagne   |
| Angelika Mlinar                                                                                           | NEOS - La nouvelle Autriche et le Forum libéral                                                                                                   | ALDE                   | Autriche    |
| Lieve Wierinck (Philippe De Backer démissionne le 2 mai 2016. Il remplaçait Karel De Gucht)               | Libéraux et démocrates flamands | ALDE                   | Belgique    |
| Hilde Vautmans (Remplace Annemie Neyts-Uyttebroeck le 1er janvier 2015)                                   | Libéraux et démocrates flamands | ALDE                   | Belgique    |
| Guy Verhofstadt                                                                                           | Libéraux et démocrates flamands | ALDE                   | Belgique    |
| Gérard Deprez                                                                                             | Mouvement réformateur | ALDE                   | Belgique    |
| Louis Michel                                                                                              | Mouvement réformateur | ALDE                   | Belgique    |
| Frédérique Ries                                                                                           | Mouvement réformateur | ALDE                   | Belgique    |
| Filiz Hyusmenova                                                                                          | Mouvement des droits et des libertés | ALDE                   | Bulgarie    |
| Nedzhmi Ali                                                                                               | Mouvement des droits et des libertés | ALDE                   | Bulgarie    |
| Ilhan Kyuchyuk                                                                                            | Mouvement des droits et des libertés | ALDE                   | Bulgarie    |
| Iskra Mihaylova (Remplace Delyan Peevski, qui renonce à siéger)                                           | Mouvement des droits et des libertés | ALDE                   | Bulgarie    |
| Jozo Radoš                                                                                                | Parti populaire croate - Démocrates libéraux (jusqu'en juin 2017) Indépendant (de juin à juillet 2017) Alliance civique libérale                  | ALDE                   | Croatie     |
| Ivan Jakovčić (Remplace Neven Mimica, SDP, qui renonce à siéger)                                          | Diète démocrate istrienne | ALDE                   | Croatie     |
| Morten Helveg Petersen                                                                                    | Gauche radicale | ALDE                   | Danemark    |
| Jens Rohde                                                                                                | Venstre (jusqu'en décembre 2015) Gauche radicale (à partir de décembre 2015)                                                                      | ALDE                   | Danemark    |
| Morten Løkkegaard (Remplace Ulla Tørnæs le 3 mars 2016)                                                   | Venstre | ALDE                   | Danemark    |
| Ramon Tremosa                                                                                             | Parti démocrate européen catalan (ex-Convergence démocratique de Catalogne)                                                                       | ALDE                   | Espagne     |
| Izaskun Bilbao                                                                                            | Parti nationaliste basque | PDE                    | Espagne     |
| Javier Nart                                                                                               | Ciudadanos |                        | Espagne     |
| Carolina Punset (Remplace Juan Carlos Girauta le 3 février 2016)                                          | Ciudadanos (jusqu'en octobre 2018) Indépendante                                                                                                   |                        | Espagne     |
| Beatriz Becerra Basterrechea                                                                              | Union, progrès et démocratie (jusqu'en avril 2016) Indépendante (depuis avril 2016)                                                               |                        | Espagne     |
| Maite Pagazaurtundua                                                                                      | Union, progrès et démocratie |                        | Espagne     |
| Teresa Giménez Barbat (Remplace Fernando Maura Barandiarán le 25 novembre 2015)                           | Union, progrès et démocratie (novembre 2015) Ciudadanos (depuis décembre 2015)                                                                    |                        | Espagne     |
| Enrique Calvet Chambon (Remplace Francisco Sosa Wagner le 20 novembre 2014)                               | Union, progrès et démocratie (jusqu'en avril 2015) Indépendant                                                                                    |                        | Espagne     |
| Urmas Paet (Remplace Andrus Ansip le 3 novembre 2014)                                                     | Parti de la réforme d'Estonie | ALDE                   | Estonie     |
| Igor Gräzin (Remplace Kaja Kallas le 5 septembre 2018)                                                    | Parti de la réforme d'Estonie | ALDE                   | Estonie     |
| Yana Toom                                                                                                 | Parti du centre d'Estonie | ALDE                   | Estonie     |
| Elsi Katainen (Remplace Hannu Takkula le 1er mars 2018, qui lui-même remplace Olli Rehn le 27 avril 2015) | Parti du centre | ALDE                   | Finlande    |
| Mirja Vehkaperä (Remplace Paavo Väyrynen le 12 juin 2018)                                                 | Parti du centre | ALDE                   | Finlande    |
| Anneli Jäätteenmäki                                                                                       | Parti du centre | ALDE                   | Finlande    |
| Nils Torvalds                                                                                             | Parti populaire suédois | ALDE                   | Finlande    |
| Thierry Cornillet (Remplace Sylvie Goulard le 18 mai 2017)                                                | UDI - Parti radical | PDE                    | France      |
| Nathalie Griesbeck                                                                                        | Mouvement démocrate | PDE                    | France      |
| Robert Rochefort                                                                                          | Mouvement démocrate | PDE                    | France      |
| Patricia Lalonde (Remplace Marielle de Sarnez le 18 mai 2017)                                             | UDI | PDE                    | France      |
| Dominique Riquet                                                                                          | UDI - Parti radical | ALDE                   | France      |
| Jean Arthuis                                                                                              | UDI - Nouveau Centre (jusqu'en octobre 2017) La République en marche (depuis octobre 2017)                                                        | ALDE                   | France      |
| Jean-Marie Cavada                                                                                         | UDI - Nouveau Centre (jusqu'en janvier 2015) Nous Citoyens (de janvier à juin 2015) Génération citoyens (depuis juin 2015)                        | PDE                    | France      |
| Marian Harkin                                                                                             | Indépendant | PDE                    | Irlande     |
| David Borrelli                                                                                            | Mouvement 5 étoiles (jusqu'en février 2018) Indépendant (depuis février 2018)                                                                     |                        | Italie      |
| Iveta Grigule                                                                                             | Union des verts et des paysans | PVE (LZP)              | Lettonie    |
| Petras Auštrevičius                                                                                       | Mouvement libéral de la République de Lituanie | ALDE                   | Lituanie    |
| Valentinas Mazuronis                                                                                      | Ordre et justice (ELDD, jusqu'en mai 2015) Parti du travail (2015-2017) Indépendant                                                               | ALDE                   | Lituanie    |
| Viktoras Uspaskich                                                                                        | Parti du travail | ALDE                   | Lituanie    |
| Charles Goerens                                                                                           | Parti démocratique | ALDE                   | Luxembourg  |
| Sophie in 't Veld                                                                                         | Démocrates 66 | ALDE                   | Pays-Bas    |
| Gerben-Jan Gerbrandy                                                                                      | Démocrates 66 | ALDE                   | Pays-Bas    |
| Marietje Schaake                                                                                          | Démocrates 66 | ALDE                   | Pays-Bas    |
| Matthijs van Miltenburg                                                                                   | Démocrates 66 | ALDE                   | Pays-Bas    |
| Jan Huitema                                                                                               | Parti populaire pour la liberté et la démocratie                                                                                                  | ALDE                   | Pays-Bas    |
| Hans van Baalen                                                                                           | Parti populaire pour la liberté et la démocratie                                                                                                  | ALDE                   | Pays-Bas    |
| Caroline Nagtegaal-van Doorn (Remplace Cora van Nieuwenhuizen le 14 novembre 2017)                        | Parti populaire pour la liberté et la démocratie                                                                                                  | ALDE                   | Pays-Bas    |
| António Marinho e Pinto                                                                                   | Parti de la Terre (jusqu'en septembre 2014) Parti démocrate républicain (depuis février 2015)                                                     | PDE (depuis juin 2015) | Portugal    |
| Pavel Telička                                                                                             | ANO 2011 (jusqu'en octobre 2017) Indépendant | ALDE                   | Tchéquie    |
| Petr Ježek                                                                                                | ANO 2011 (jusqu'en janvier 2018) Indépendant | ALDE                   | Tchéquie    |
| Dita Charanzová                                                                                           | ANO 2011 | ALDE                   | Tchéquie    |
| Martina Dlabajová                                                                                         | ANO 2011 | ALDE                   | Tchéquie    |
| Mircea Diaconu                                                                                            | Indépendant |                        | Roumanie    |
| Norica Nicolai                                                                                            | Parti national libéral (quitte le PPE le 6 juillet 2014) Indépendante (jusqu'en août 2017) Alliance des libéraux et démocrates (depuis août 2017) | PPE (jusqu'en 2014)    | Roumanie    |
| Renate Weber                                                                                              | Parti national libéral (quitte le PPE le 17 novembre 2014 ) Indépendante (de 2015 à 2018) Alliance des libéraux et démocrates                     | PPE (jusqu'en 2014)    | Roumanie    |
| Catherine Bearder                                                                                         | Libéraux-démocrates | ALDE                   | Royaume-Uni |
| Ivo Vajgl                                                                                                 | Parti démocrate des retraités slovènes |                        | Slovénie    |
| Jasenko Selimović (Remplace Marit Paulsen le 30 septembre 2015)                                           | Les Libéraux | ALDE                   | Suède       |
| Cecilia Wikström                                                                                          | Les Libéraux | ALDE                   | Suède       |
| Fredrick Federley                                                                                         | Parti du centre | ALDE                   | Suède       |

### Groupe des Verts/Alliance libre européenne
Le groupe des Verts/Alliance libre européenne (Verts/ALE) réunit le Parti vert européen (partis écologistes), l'Alliance libre européenne (partis politiques régionalistes et représentants des minorités) et quelques autres petits partis (partis pirates, parti-écologiste démocrate allemand, etc.).
| Nom                                                                                        | Parti                                                                            | Affiliation européenne | Pays        |
| ------------------------------------------------------------------------------------------ | -------------------------------------------------------------------------------- | ---------------------- | ----------- |
| Jan Philipp Albrecht, jusqu'au 3 juillet 2018 Romeo Franz, à partir du 3 juillet 2018      | Alliance 90/Les Verts                                                            | PVE                    | Allemagne   |
| Reinhard Bütikofer                                                                         | Alliance 90/Les Verts                                                            | PVE                    | Allemagne   |
| Michael Cramer                                                                             | Alliance 90/Les Verts                                                            | PVE                    | Allemagne   |
| Sven Giegold                                                                               | Alliance 90/Les Verts                                                            | PVE                    | Allemagne   |
| Rebecca Harms                                                                              | Alliance 90/Les Verts                                                            | PVE                    | Allemagne   |
| Martin Häusling                                                                            | Alliance 90/Les Verts                                                            | PVE                    | Allemagne   |
| Maria Heubuch                                                                              | Alliance 90/Les Verts                                                            | PVE                    | Allemagne   |
| Ska Keller                                                                                 | Alliance 90/Les Verts                                                            | PVE                    | Allemagne   |
| Barbara Lochbihler                                                                         | Alliance 90/Les Verts                                                            | PVE                    | Allemagne   |
| Terry Reintke                                                                              | Alliance 90/Les Verts                                                            | PVE                    | Allemagne   |
| Helga Trüpel                                                                               | Alliance 90/Les Verts                                                            | PVE                    | Allemagne   |
| Klaus Buchner                                                                              | Parti écologiste-démocrate                                                       |                        | Allemagne   |
| Julia Reda                                                                                 | Parti des pirates                                                                | PPUE                   | Allemagne   |
| Ulrike Lunacek, jusqu'au 10 novembre 2017 Thomas Waitz, à partir du 10 novembre 2017       | Les Verts - L'Alternative verte                                                  | PVE                    | Autriche    |
| Michel Reimon                                                                              | Les Verts - L'Alternative verte                                                  | PVE                    | Autriche    |
| Monika Vana                                                                                | Les Verts - L'Alternative verte                                                  | PVE                    | Autriche    |
| Bart Staes                                                                                 | Groen                                                                            | PVE                    | Belgique    |
| Philippe Lamberts                                                                          | Ecolo                                                                            | PVE                    | Belgique    |
| Mirela Holy, renonce à siéger Davor Škrlec                                                 | Développement durable croate, jusqu'en avril 2016 Indépendant, depuis avril 2016 | PVE (candidat)         | Croatie     |
| Margrete Auken                                                                             | Parti socialiste populaire danois                                                | NGLA-PVE (obs)         | Danemark    |
| Ernest Urtasun                                                                             | La Gauche plurielle-Initiative pour la Catalogne Verts                           | PVE                    | Espagne     |
| Josep Maria Terricabras                                                                    | La Gauche pour le droit de décider-Gauche républicaine de Catalogne              | [ 33 ]                 | Espagne     |
| Ernest Maragall, jusqu'au 3 janvier 2017 Jordi Solé i Ferrando, à partir du 3 janvier 2017 | Gauche républicaine de Catalogne                                                 | ALE                    | Espagne     |
| Jordi Sebastià, jusqu'au 11 octobre 2016 Florent Marcellesi, à partir du 11 octobre 2016   | Equo                                                                             | PVE                    | Espagne     |
| Josu Juaristi, jusqu'au 28 février 2018 Ana Miranda, à partir du 28 février 2018           | Euskal Herria Bildu Les peuples décident-Bloc nationaliste galicien              | PGE ALE                | Espagne     |
| Indrek Tarand                                                                              | Indépendant                                                                      |                        | Estonie     |
| Heidi Hautala                                                                              | Ligue verte                                                                      | PVE                    | Finlande    |
| Yannick Jadot                                                                              | Europe Écologie Les Verts                                                        | PVE                    | France      |
| José Bové                                                                                  | Europe Écologie Les Verts                                                        | PVE                    | France      |
| Karima Delli                                                                               | Europe Écologie Les Verts                                                        | PVE                    | France      |
| Eva Joly                                                                                   | Europe Écologie Les Verts                                                        | PVE                    | France      |
| Pascal Durand                                                                              | Europe Écologie Les Verts                                                        | PVE                    | France      |
| Michèle Rivasi                                                                             | Europe Écologie Les Verts                                                        | PVE                    | France      |
| Tamás Meszerics                                                                            | La politique peut être différente                                                | PVE                    | Hongrie     |
| Gordon Bajnai, renonce à siéger Benedek Jávor                                              | Ensemble-Parti du dialogue pour la Hongrie                                       |                        | Hongrie     |
| Marco Affronte                                                                             | Mouvement 5 étoiles (membre jusqu'en janvier 2017 de l’ELDD) Indépendant         |                        | Italie      |
| Tatjana Ždanoka, jusqu'au 5 mars 2018 Miroslavs Mitrofanovs, à partir du 5 mars 2018       | Union russe de Lettonie                                                          | ALE (obs)              | Lettonie    |
| Ramūnas Karbauskis, renonce à siéger Bronis Ropė                                           | Union lituanienne agraire et des verts                                           |                        | Lituanie    |
| Claude Turmes, jusqu'au 20 juin 2018 Tilly Metz, à partir du 20 juin 2018                  | Les Verts                                                                        | PVE                    | Luxembourg  |
| Bas Eickhout                                                                               | Gauche verte                                                                     | PVE                    | Pays-Bas    |
| Judith Sargentini                                                                          | Gauche verte                                                                     | PVE                    | Pays-Bas    |
| Ian Hudghton                                                                               | Parti national écossais                                                          | ALE                    | Royaume-Uni |
| Jean Lambert                                                                               | Parti vert de l'Angleterre et du pays de Galles                                  | PVE                    | Royaume-Uni |
| Molly Scott Cato                                                                           | Parti vert de l'Angleterre et du pays de Galles                                  | PVE                    | Royaume-Uni |
| Alyn Smith                                                                                 | Parti national écossais                                                          | ALE                    | Royaume-Uni |
| Keith Taylor                                                                               | Parti vert de l'Angleterre et du pays de Galles                                  | PVE                    | Royaume-Uni |
| Jillian Evans                                                                              | Plaid Cymru                                                                      | ALE                    | Royaume-Uni |
| Igor Šoltes                                                                                | Verjamem                                                                         |                        | Slovénie    |
| Isabella Lövin, jusqu'au 8 octobre 2014 Linnéa Engström, à partir du 8 octobre 2014        | Parti de l'environnement Les Verts                                               | PVE                    | Suède       |
| Peter Eriksson, jusqu'au 7 juin 2016 Jakop Dalunde, à partir du 7 juin 2016                | Parti de l'environnement Les Verts                                               | PVE                    | Suède       |
| Bodil Valero                                                                               | Parti de l'environnement Les Verts                                               | PVE                    | Suède       |
| Max Andersson                                                                              | Parti de l'environnement Les Verts, jusqu'en février 2019 Vändpunkt              | PVE                    | Suède       |

### Gauche unitaire européenne/Gauche verte nordique
Le groupe confédéral de la Gauche unitaire européenne/Gauche verte nordique (GUE/NGL) réunit des partis de gauche, majoritairement communistes ou ex-communistes, en particulier du Parti de la gauche européenne (PGE) et de l'Alliance de la Gauche verte nordique (NGLA).
| Nom                                                                           | Parti                                                                                                | Affiliation européenne | Pays        |
| ----------------------------------------------------------------------------- | --- | ---------------------- | ----------- |
| Martin Schirdewan (Remplace Fabio De Masi le 8 novembre 2017)                 | Die Linke                                                                                            | PGE                    | Allemagne   |
| Cornelia Ernst                                                                | Die Linke                                                                                            | PGE                    | Allemagne   |
| Thomas Händel                                                                 | Die Linke                                                                                            | PGE                    | Allemagne   |
| Sabine Lösing                                                                 | Die Linke                                                                                            | PGE                    | Allemagne   |
| Martina Michels                                                               | Die Linke                                                                                            | PGE                    | Allemagne   |
| Helmut Scholz                                                                 | Die Linke                                                                                            | PGE                    | Allemagne   |
| Gabriele Zimmer                                                               | Die Linke                                                                                            | PGE                    | Allemagne   |
| Stefan Bernhard Eck                                                           | Parti de protection des animaux (jusqu'en janvier 2015) Indépendant                                  |                        | Allemagne   |
| Neoklís Sylikiótis                                                            | Parti progressiste des travailleurs                                                                  | PGE                    | Chypre      |
| Tákis Chatzigeorgíou                                                          | Parti progressiste des travailleurs                                                                  | PGE                    | Chypre      |
| Rina Ronja Kari                                                               | Mouvement populaire contre l'Union européenne                                                        | TEAM                   | Danemark    |
| Javier Couso Permuy (Remplace Willy Meyer le 15 juillet 2014)                 | La Gauche plurielle-Gauche unie                                                                      | PGE                    | Espagne     |
| Paloma López                                                                  | La Gauche plurielle-Commissions ouvrières                                                            |                        | Espagne     |
| Marina Albiol                                                                 | La Gauche plurielle-Gauche unie                                                                      | PGE                    | Espagne     |
| Lidia Senra                                                                   | La Gauche plurielle-Anova                                                                            |                        | Espagne     |
| Ángela Vallina                                                                | La Gauche plurielle-Gauche unie                                                                      | PGE                    | Espagne     |
| Xabier Benito Ziluaga (Remplace Pablo Iglesias Turrión le 25 novembre 2015)   | Podemos                                                                                              |                        | Espagne     |
| Miguel Urbán Crespo (Remplace Teresa Rodríguez le 5 mars 2015)                | Podemos                                                                                              |                        | Espagne     |
| Tania González Peñas (Remplace Carlos Jiménez Villarejo le 11 septembre 2014) | Podemos                                                                                              |                        | Espagne     |
| Lola Sánchez                                                                  | Podemos                                                                                              |                        | Espagne     |
| Estefanía Torres Martínez (Remplace Pablo Echenique Robba le 25 mars 2015)    | Podemos                                                                                              |                        | Espagne     |
| Merja Kyllönen                                                                | Alliance de gauche                                                                                   | PGE-NGLA               | Finlande    |
| Marie-Christine Vergiat                                                       | Front de gauche                                                                                      | PGE                    | France      |
| Patrick Le Hyaric                                                             | Front de gauche-Parti communiste français                                                            | PGE                    | France      |
| Marie-Pierre Vieu (Remplace Jean-Luc Mélenchon le 19 juin 2017)               | Front de gauche-Parti communiste français                                                            | PGE                    | France      |
| Younous Omarjee                                                               | Front de gauche-Parti communiste réunionnais (jusqu'en 2016) La France insoumise (depuis 2016)       | MLP                    | France      |
| Emmanuel Maurel                                                               | Parti socialiste (jusqu'en octobre 2018) Gauche républicaine et socialiste (à partir d'octobre 2018) | MLP                    | France      |
| Nikólaos Chountís (Remplace Manólis Glézos le 20 juillet 2015)                | SYRIZA (jusqu'en septembre 2015) Unité populaire                                                     | PGE                    | Grèce       |
| Sofía Sakoráfa                                                                | SYRIZA (jusqu'en décembre 2015) Indépendante (de 2015 à 2019) DiEM25                                 | PGE                    | Grèce       |
| Dimítrios Papadimoúlis                                                        | SYRIZA                                                                                               | PGE                    | Grèce       |
| Konstantína Koúneva                                                           | SYRIZA                                                                                               | PGE                    | Grèce       |
| Stélios Koúloglou (Remplace Geórgios Katroúgalos le 27 janvier 2015)          | SYRIZA                                                                                               | PGE                    | Grèce       |
| Konstantínos Chrysógonos                                                      | SYRIZA (jusqu'en octobre 2017) Indépendant                                                           | PGE                    | Grèce       |
| Lynn Boylan                                                                   | Sinn Féin                                                                                            |                        | Irlande     |
| Matt Carthy                                                                   | Sinn Féin                                                                                            |                        | Irlande     |
| Liadh Ní Riada                                                                | Sinn Féin                                                                                            |                        | Irlande     |
| Luke Ming Flanagan                                                            | Indépendant                                                                                          |                        | Irlande     |
| Curzio Maltese                                                                | L'autre Europe avec Tsipras                                                                          |                        | Italie      |
| Barbara Spinelli                                                              | L'autre Europe avec Tsipras (2014-mai 2015) Indépendante (depuis mai 2015)                           |                        | Italie      |
| Eleonora Forenza                                                              | L'autre Europe avec Tsipras                                                                          |                        | Italie      |
| Anne-Marie Mineur                                                             | Parti socialiste                                                                                     |                        | Pays-Bas    |
| Dennis de Jong                                                                | Parti socialiste                                                                                     |                        | Pays-Bas    |
| Anja Hazekamp                                                                 | Parti pour les animaux                                                                               | APEU                   | Pays-Bas    |
| João Ferreira                                                                 | Coalition démocratique unitaire-Parti communiste portugais                                           |                        | Portugal    |
| João Pimenta Lopes (Remplace Inês Zuber le 31 janvier 2016)                   | Coalition démocratique unitaire-Parti communiste portugais                                           |                        | Portugal    |
| Miguel Viegas                                                                 | Coalition démocratique unitaire-Parti communiste portugais                                           |                        | Portugal    |
| Marisa Matias                                                                 | Bloc de gauche                                                                                       | PGE-GACE               | Portugal    |
| Kateřina Konečná                                                              | Parti communiste de Bohême et Moravie                                                                | PGE (obs)              | Tchéquie    |
| Jiří Maštálka                                                                 | Parti communiste de Bohême et Moravie                                                                | PGE (obs)              | Tchéquie    |
| Jaromír Kohlíček (Remplace Miloslav Ransdorf le 4 février 2016)               | Parti communiste de Bohême et Moravie                                                                | PGE (obs)              | Tchéquie    |
| Martina Anderson                                                              | Sinn Féin                                                                                            |                        | Royaume-Uni |
| Malin Björk                                                                   | Parti de gauche                                                                                      | NGLA                   | Suède       |

### Europe de la liberté et de la démocratie directe
Le groupe Europe de la liberté et de la démocratie directe (ELDD) réunit des partis à tendance eurosceptique.
| Nom                                                           | Parti | Affiliation européenne | Pays        |
| ------------------------------------------------------------- | --- | ---------------------- | ----------- |
| Jörg Meuthen (Remplace Beatrix von Storch le 8 novembre 2017) | Alternative pour l'Allemagne | ADDE                   | Allemagne   |
| Joëlle Bergeron                                               | Indépendante (Élue sur une liste FN, mais départ du parti en juin 2014)                                                                       | ADDE                   | France      |
| Mireille d'Ornano                                             | Front national (jusqu'en septembre 2017) Les Patriotes (depuis septembre 2017)                                                                |                        | France      |
| Florian Philippot                                             | Front national (jusqu'en septembre 2017) Les Patriotes (depuis septembre 2017)                                                                |                        | France      |
| Bernard Monot                                                 | Front national (jusqu'en juin 2018) Debout la France                                                                                          |                        | France      |
| Sylvie Goddyn                                                 | Front national (jusqu'en novembre 2018) Debout la France                                                                                      |                        | France      |
| Isabella Adinolfi                                             | Mouvement 5 étoiles |                        | Italie      |
| Laura Agea                                                    | Mouvement 5 étoiles |                        | Italie      |
| Daniela Aiuto                                                 | Mouvement 5 étoiles (jusqu'en octobre 2018) Indépendante                                                                                      |                        | Italie      |
| Tiziana Beghin                                                | Mouvement 5 étoiles |                        | Italie      |
| Fabio Massimo Castaldo                                        | Mouvement 5 étoiles |                        | Italie      |
| Ignazio Corrao                                                | Mouvement 5 étoiles |                        | Italie      |
| Rosa D'Amato                                                  | Mouvement 5 étoiles |                        | Italie      |
| Eleonora Evi                                                  | Mouvement 5 étoiles |                        | Italie      |
| Laura Ferrara                                                 | Mouvement 5 étoiles |                        | Italie      |
| Giulia Moi                                                    | Mouvement 5 étoiles (jusqu'en décembre 2018) Indépendante                                                                                     |                        | Italie      |
| Piernicola Pedicini                                           | Mouvement 5 étoiles |                        | Italie      |
| Dario Tamburrano                                              | Mouvement 5 étoiles |                        | Italie      |
| Marco Valli                                                   | Mouvement 5 étoiles (jusqu'en décembre 2018) Indépendant                                                                                      |                        | Italie      |
| Marco Zullo                                                   | Mouvement 5 étoiles |                        | Italie      |
| Rolandas Paksas                                               | Ordre et justice | ADDE                   | Lituanie    |
| Robert Iwaszkiewicz                                           | Congrès de la Nouvelle Droite (jusqu'en janvier 2015) Liberté (depuis janvier 2015)                                                           | ADDE                   | Pologne     |
| Jiří Payne (Remplace Petr Mach le 5 septembre 2017)           | Parti des citoyens libres | ADDE                   | Tchéquie    |
| Tim Aker                                                      | UKIP (jusqu'en octobre 2018) Thurrock Independents (en) (d'octobre 2018 à février 2019) Parti du Brexit                                       | ADDE                   | Royaume-Uni |
| Jonathan Arnott                                               | UKIP (jusqu'en janvier 2019) Indépendant (de janvier à avril 2019) Parti du Brexit                                                            | ADDE                   | Royaume-Uni |
| Louise Bours                                                  | UKIP (jusqu'en novembre 2018) Indépendant |                        | Royaume-Uni |
| James Carver                                                  | UKIP (jusqu'en mai 2018) Indépendant | ADDE                   | Royaume-Uni |
| David Coburn                                                  | UKIP (jusqu'en janvier 2019) Indépendant (de janvier à février 2019) Parti du Brexit                                                          | ADDE                   | Royaume-Uni |
| Jane Collins                                                  | UKIP (jusqu'en avril 2019) Parti du Brexit |                        | Royaume-Uni |
| Bill Etheridge                                                | UKIP (jusqu'en octobre 2018) Thurrock Independents (en) (octobre 2018) Parti libertarien (en) (d'octobre 2018 à février 2019) Parti du Brexit | ADDE                   | Royaume-Uni |
| Nigel Farage                                                  | UKIP (jusqu'en décembre 2018) Indépendant (de décembre 2018 à février 2019) Parti du Brexit                                                   | ADDE                   | Royaume-Uni |
| Ray Finch                                                     | UKIP (jusqu'en avril 2019) Parti du Brexit | ADDE                   | Royaume-Uni |
| Jonathan Bullock (Remplace Roger Helmer le 1er août 2017)     | UKIP (jusqu'en décembre 2018) DiEM25 (de décembre 2018 à février 2019) Parti du Brexit                                                        | ADDE                   | Royaume-Uni |
| William Legge                                                 | UKIP (jusqu'en novembre 2018) Indépendant | ADDE                   | Royaume-Uni |
| Diane James                                                   | UKIP (jusqu'en novembre 2016) Indépendante (de 2016 à 2018 à février 2019) Parti du Brexit                                                    |                        | Royaume-Uni |
| Paul Nuttall                                                  | UKIP (jusqu'en décembre 2018) Indépendant (de décembre 2018 à février 2019) Parti du Brexit                                                   | ADDE                   | Royaume-Uni |
| Patrick O'Flynn                                               | UKIP (jusqu'en novembre 2018) Parti social-démocrate                                                                                          | ADDE                   | Royaume-Uni |
| Margot Parker                                                 | UKIP (jusqu'en avril 2019) Parti du Brexit | ADDE                   | Royaume-Uni |
| Julia Reid                                                    | UKIP (jusqu'en décembre 2018) Indépendante (de décembre 2018 à février 2019) Parti du Brexit                                                  | ADDE                   | Royaume-Uni |
| Jill Seymour                                                  | UKIP (jusqu'en avril 2019) Parti du Brexit | ADDE                   | Royaume-Uni |
| Nathan Gill                                                   | UKIP (jusqu'en décembre 2018) Indépendant (de décembre 2018 à février 2019) Parti du Brexit                                                   | ADDE                   | Royaume-Uni |

### Europe des nations et des libertés
À partir du 16 juin 2015 le groupe Europe des nations et des libertés (ENL) réunit des partis eurosceptiques.
| Nom | Parti | Affiliation européenne | Pays        |
| --- | --- | ---------------------- | ----------- |
| Marcus Pretzell                                                                                              | Alternative pour l'Allemagne (jusqu'en novembre 2017) Parti bleu                                                    |                        | Allemagne   |
| Harald Vilimsky                                                                                              | Parti de la liberté d'Autriche                                                                                      | AEL / MENL             | Autriche    |
| Franz Obermayr                                                                                               | Parti de la liberté d'Autriche                                                                                      | AEL / MENL             | Autriche    |
| Georg Mayer                                                                                                  | Parti de la liberté d'Autriche                                                                                      | AEL / MENL             | Autriche    |
| Barbara Kappel                                                                                               | Parti de la liberté d'Autriche                                                                                      | AEL / MENL             | Autriche    |
| Gerolf Annemans                                                                                              | Vlaams Belang | AEL / MENL             | Belgique    |
| France Jamet (Remplace Louis Aliot le 21 juillet 2017)                                                       | Front national | AEL / MENL             | France      |
| Marie-Christine Arnautu                                                                                      | Front national | AEL / MENL             | France      |
| Nicolas Bay                                                                                                  | Front national | AEL / MENL             | France      |
| Dominique Bilde                                                                                              | Front national | AEL / MENL             | France      |
| Marie-Christine Boutonnet                                                                                    | Front national | AEL / MENL             | France      |
| Steeve Briois                                                                                                | Front national | AEL / MENL             | France      |
| Jacques Colombier (Remplace Édouard Ferrand le 2 février 2018)                                               | Front national | AEL / MENL             | France      |
| Jean-François Jalkh                                                                                          | Front national | AEL / MENL             | France      |
| Gilles Lebreton                                                                                              | Rassemblement bleu Marine (Front national)                                                                          | AEL / MENL             | France      |
| Christelle Lechevalier (Remplace Marine Le Pen le 19 juin 2017)                                              | Front national | AEL / MENL             | France      |
| Philippe Loiseau (Remplace Jeanne Pothain, qui renonce à siéger,)                                            | Front national | AEL / MENL             | France      |
| Dominique Martin                                                                                             | Front national | AEL / MENL             | France      |
| Joëlle Mélin                                                                                                 | Front national | AEL / MENL             | France      |
| Jean-Luc Schaffhauser                                                                                        | Rassemblement bleu Marine (Front national)                                                                          | AEL / MENL             | France      |
| Mylène Troszczynski                                                                                          | Front national | AEL / MENL             | France      |
| Mara Bizzotto                                                                                                | Ligue du Nord | AEL / MENL             | Italie      |
| Mario Borghezio                                                                                              | Ligue du Nord | AEL / MENL             | Italie      |
| Angelo Ciocca (Remplace Gianluca Buonanno le 7 juillet 2016,)                                                | Ligue du Nord | AEL / MENL             | Italie      |
| Giancarlo Scottà (Remplace Lorenzo Fontana le 17 avril 2018, qui remplaçait Flavio Tosi le 11 juillet 2014 ) | Ligue du Nord | AEL / MENL             | Italie      |
| Danilo Oscar Lancini (Remplace Matteo Salvini le 17 avril 2018)                                              | Ligue du Nord | AEL / MENL             | Italie      |
| Marco Zanni                                                                                                  | Mouvement 5 étoiles (membre jusqu'en janvier 2017 de l’ELDD) Indépendant (de janvier 2017 à mai 2018) Ligue du Nord |                        | Italie      |
| Marcel de Graaff                                                                                             | Parti pour la liberté                                                                                               | AEL (2014)             | Pays-Bas    |
| André Elissen (Remplace Vicky Maeijer le 13 juin 2017)                                                       | Parti pour la liberté                                                                                               | AEL (2014)             | Pays-Bas    |
| Olaf Stuger                                                                                                  | Parti pour la liberté                                                                                               | AEL (2014)             | Pays-Bas    |
| Auke Zijlstra (Remplace Hans Jansen le 1er septembre 2015)                                                   | Parti pour la liberté                                                                                               | AEL (2014)             | Pays-Bas    |
| Michał Marusik                                                                                               | Congrès de la Nouvelle Droite                                                                                       |                        | Pologne     |
| Stanisław Żółtek                                                                                             | Congrès de la Nouvelle Droite                                                                                       |                        | Pologne     |
| Stuart Agnew                                                                                                 | Parti pour l'indépendance du Royaume-Uni                                                                            |                        | Royaume-Uni |
| Gerard Batten                                                                                                | Parti pour l'indépendance du Royaume-Uni                                                                            |                        | Royaume-Uni |
| Janice Atkinson                                                                                              | Parti pour l'indépendance du Royaume-Uni (jusqu'en mars 2015) Indépendante (depuis mars 2015)                       |                        | Royaume-Uni |

### Non-inscrits
Les non-inscrits ne font partie d'aucun des groupes précédemment cités. Ce tableau rassemble les députés européens n'appartenant à aucun groupe parlementaire.
| Nom                                                              | Parti                                                                                                 | Affiliation européenne       | Pays        |
| ---------------------------------------------------------------- | --- | ---------------------------- | ----------- |
| Udo Voigt                                                        | Parti national-démocrate d'Allemagne                                                                  | APL                          | Allemagne   |
| Martin Sonneborn                                                 | Die PARTEI                                                                                            | aucun                        | Allemagne   |
| Rikke Karlsson                                                   | Parti populaire danois (jusqu'en octobre 2015) Indépendante (à partir d'octobre 2015)                 | MELD (jusqu'en octobre 2015) | Danemark    |
| Bruno Gollnisch                                                  | Front national                                                                                        | AEL                          | France      |
| Jean-Marie Le Pen                                                | Front national (jusqu'en 2015) Comités Jeanne (depuis mars 2016)                                      | AEL (jusqu'en 2015)          | France      |
| Aymeric Chauprade                                                | Front national (jusqu'en novembre 2015) Indépendant (depuis novembre 2015)                            |                              | France      |
| Sophie Montel                                                    | Front national (jusqu'en septembre 2017) Les Patriotes (septembre 2017 à septembre 2018) Indépendante |                              | France      |
| Elefthérios Synadinós                                            | Aube dorée (jusqu'en avril 2018) Indépendant (d'avril à juin 2018) Union radicale patriotique (el)    | APL                          | Grèce       |
| Lámbros Foundoúlis                                               | Aube dorée                                                                                            | APL                          | Grèce       |
| Georgios Epitidios                                               | Aube dorée                                                                                            | APL                          | Grèce       |
| Konstantínos Papadákis                                           | Parti communiste de Grèce                                                                             | Initiative                   | Grèce       |
| Sotirios Zarianopoulos                                           | Parti communiste de Grèce                                                                             | Initiative                   | Grèce       |
| Zoltán Balczó                                                    | Jobbik                                                                                                | AEMN                         | Hongrie     |
| Béla Kovács                                                      | Jobbik (jusqu'en mars 2018) Indépendant                                                               | AEMN                         | Hongrie     |
| Krisztina Morvai                                                 | Jobbik (jusqu'en avril 2018) Indépendante                                                             | AEMN                         | Hongrie     |
| Dobromir Sośnierz (Remplace Janusz Korwin-Mikke le 22 mars 2018) | Liberté                                                                                               |                              | Pologne     |
| Kazimierz Michał Ujazdowski                                      | Droit et justice (jusqu'en mai 2017) Indépendant (depuis mai 2017)                                    | ACRE                         | Pologne     |
| Cătălin-Sorin Ivan                                               | Parti social-démocrate (jusqu'en septembre 2018) Indépendant                                          |                              | Roumanie    |
| Diane Dodds                                                      | Parti unioniste démocrate                                                                             | aucun                        | Royaume-Uni |
| Mike Hookem                                                      | Parti pour l'indépendance du Royaume-Uni                                                              |                              | Royaume-Uni |
| Steven Woolfe                                                    | Parti pour l'indépendance du Royaume-Uni (jusqu'en octobre 2016) Indépendant                          |                              | Royaume-Uni |